# Voltra
Die Voltra, Inc. war ein US-amerikanischer Automobilhersteller, der von 1961 bis 1962 in New York City ansässig war.

## Fahrzeuge
Das einzige Modell Voltra war ein Elektroauto, das von einem Gleichstrommotor von General Electric angetrieben wurde. Sein Radstand betrug 2692 mm, seine Gesamtlänge 4318 mm. Das Gewicht war mit 725 kg für ein Elektroautomobil einschließlich Batterien recht niedrig.